# Arturo Warman
Arturo Warman Gryj (Ciudad de México, 9 de septiembre de 1937-Ciudad de México, 21 de octubre de 2003) fue un etnólogo, antropólogo social, académico, profesor, investigador, escritor y político mexicano, que se desempeñó importantes cargos en el gobierno federal de México, siendo considerado como ideólogo de Carlos Salinas de Gortari. Fungió como Secretario de Agricultura, Ganadería y Desarrollo Rural y de la Reforma Agraria en la administración del presidente Ernesto Zedillo. Es hermano del etnólogo Erick Warman. Académicamente, destacó primero como folclorista y luego y sobre todo, como estudioso del campesinado. Llegó a dirigir un seminario acerca de este campo de investigación en el Centro de Investigaciones y Estudios Superiores en Antropología Social (CIESAS).

## Estudios académicos
Arturo Warman fue etnólogo egresado de la Escuela Nacional de Antropología e Historia, cursó una Maestría en Etnología en la Universidad Nacional Autónoma de México y un Doctorado en Antropología Social en la Universidad Iberoamericana. Entre las principales actividades académicas de Warman destaca su participación como profesor e investigador en la Universidad Iberoamericana, de 1968 a 1976, y de la Universidad Autónoma Metropolitana entre 1976 y 1978, además fue investigador en el Instituto de Investigaciones Sociales de la UNAM de 1979 a 1988. Fue ganador del Premio de Investigación de la Academia Mexicana de Ciencias en 1976.

## Carrera política
Miembro del Partido Revolucionario Institucional desde 1987. En 1978 fue director del Centro de Investigaciones en Desarrollo Rural en la hoy desaparecida Secretaría de Programación y Presupuesto, en 1988 fue designado por el presidente Carlos Salinas de Gortari como director general del Instituto Nacional Indigenista donde permanece hasta 1992 cuando pasa a ser procurador agrario.
El 1 de diciembre de 1994, el presidente Ernesto Zedillo lo designa secretario de Agricultura, Ganadería y Desarrollo Rural, cargo en el que no llega a permanecer tres meses pues la inestabilidad del gabinete presidencial provoca su nuevo nombramiento como Secretario de la Reforma Agraria; en 1999 deja la secretaría para pasar a ser Coordinador del Gabinete de Desarrollo Social del presidente Zedillo, cargo al que renuncia a su vez para incorporarse a la campaña del precandidato y posterior candidato del PRI a la presidencia Francisco Labastida Ochoa, al perder las elecciones de 2000 Arturo Warman se retiró de la política y los últimos años de su vida se dedicó a las labores académicas.
En 1995, el entonces expresidente Carlos Salinas de Gortari acusó a su sucesor Ernesto Zedillo de promover una campaña en su contra, culpándolo del llamado Error de diciembre que provocaba una seria crisis económica en el país y como protesta inició una huelga de hambre en una casa del barrio de San Bernabé en Monterrey, Nuevo León; quién acudió a negociar con Salinas a nombre de Ernesto Zedillo, fue precisamente Arturo Warman, quien tenía una relación muy cercana con el expresidente, Warman logró que Salinas levantara su huelga de hambre a menos de 24 horas de iniciada y en última instancia se fuera del país. Fue además procurador agrario (período: 13 de marzo de 1992 a 30 de marzo de 1994). Desde 2006 diversas instituciones académicas instauraron la Cátedra Arturo Warman y el premio que lleva su nombre a las mejores investigaciones que retoman los postulados teóricos y temas agrarios de la obra del académico y servidor público.

## Obras publicadas
- De eso que llaman antropología mexicana, 1970.
- La danza de moros y cristianos, 1972.
- Los campesinos, hijos predilectos del régimen, 1972.
- Y venimos a contradecir: Los campesinos de Morelos y el Estado nacional, 1976.
- Ensayos sobre el campesinado mexicano en nueva imagen durante 1980, 1980.
- El cultivo del maíz en México: diversidad, limitaciones y alternativas. Seis estudios de caso, 1980.
- Estrategias de sobrevivencia de los campesinos mayas, 1985, UNAM
- La historia de un bastardo, maíz capitalismo, 1988.
- La política social en México: 1989-1994, 1994.
- El campo mexicano en el siglo XXI, 2001.
- Los indios mexicanos en el umbral del milenio, 2003.